# Isotrichidae
Famille
Synonymes
- Dasytrichidae

Les Isotrichidae sont une famille de Ciliés de la classe des Kinetofragminophora et de l’ordre des Trichostomatida.

## Étymologie
Le nom de la famille vient du genre type Isotricha, dérivé du grec ἴσος / isos, « égal (en nombre, force, longueur... ), également réparti, régulier », et de θριξ  / thrix), « cheveu, poil, soie, cil », en référence à la ciliation très uniforme de cet organisme.

## Description

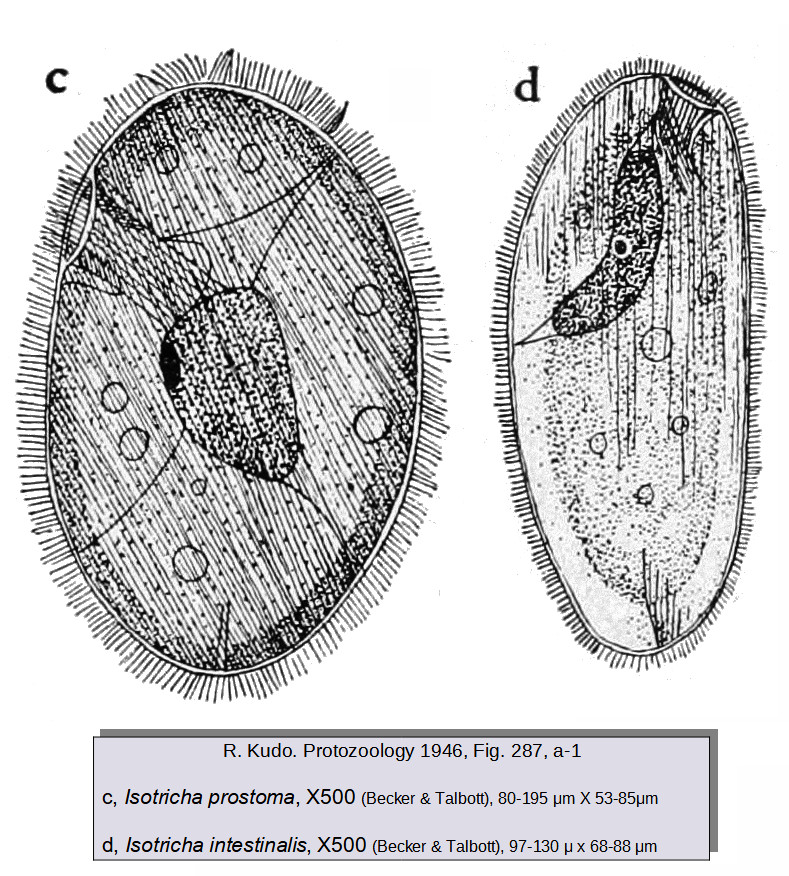
Isotricha prostoma
et I. intestinalis.

Les Isotrichidae ont une taille, petite (< 80 μm) à moyenne (80 à 200 μm) ; une forme ovoïde, aplatie. Ils nagent librement dans leur milieu de vie. Leur ciliation somatique est holotriche (c'est-à-dire ayant une ciliature uniforme), dense, avec parfois jusqu'à 200 rangées de cils. Ils n’ont pas de vacuole concrétionnelle, mais des réserves de polysaccharides endoplasmiques. Les extrusomes (cellules migratrices destinées à l'excrétion) sont sous forme de mucocystes somatiques (cellules de mucus). Leur cavité buccale se trouve au niveau ou à proximité du pôle antapical (partie la plus postérieure du corps cellulaire), bordée d'extensions de cinéties somatiques (cils). Leur macronoyau est ellipsoïde. Micronoyau et vacuoles contractiles sont présents et peuvent être multiples. Le cytoprocte est postérieur. Ils se nourrissant de bactéries et de détritus organiques.

## Habitat
Les Isotrichidae vivent dans des habitats terrestres, largement trouvés comme endocommensaux chez les ruminants ongulés. Le genre Protoisotricha été observé chez des rongeurs et un Isotricha a été observé chez le cafard.

## Liste des genres
Selon GBIF (15 juin 2023) :
- Aviisotricha Bardele, Schultheiss, Lynn, Wright, Dominguez-Bello & Obispo, 2017
- Dasytricha Schuberg, 1888
- Isotricha Stein, 1858

Selon Lynn (2008) :
- Dasytricha Schuberg, 1888
- Isotricha Stein, 1859
- Oligoisotricha Imai, 1981
- Protoisotricha Kopperi, 1937

## Systématique
Le nom valide de ce taxon est Isotrichidae Bütschli, 1889.